# ピストン堀口 対 笹崎僙戦
ピストン堀口 対 笹崎僙戦（ピストンほりぐち たい ささざきたけしせん）は、1941年5月28日に東京・両国国技館で行われたプロボクシングの試合である。
早大在学中の1933年（18歳）に、元世界フライ級王者で欧州バンタム級現役王者のエミール・プラドネル（フランス）と引き分けて以来、国民的英雄となった通称「ピストン堀口」こと堀口恒男（不二拳闘クラブ）と、兵役から復帰後、連勝を26に伸ばした「槍の笹崎」の異名を取る笹崎僙（日本拳闘倶楽部）が対決し、6回TKOで堀口が勝利した。
対決が熱望されながらも、日拳会長渡辺勇次郎と不二拳会長岡本不二の、過去の独立騒動の遺恨により実現せずにいたが、郡司信夫が創刊した拳闘ガゼット誌上において、笹崎が「開かぬ城門、発展を遮断す」の文面で堀口陣営を挑発、堀口が國民新聞紙上で挑戦を受諾し、両会長による手打ち式が行われて実現の運びとなり、「世紀の一戦」と謳われて大きな話題となった。
試合中、堀口の攻撃で笹崎の左目が塞がり、兵役中に右目を白内障で失明していたため、試合続行困難とみてタオルが投入された。
勝者となった堀口は「剣聖」宮本武蔵になぞらえて「拳聖」と称されるようになった。
両雄の対決は、戦後に4度の再戦が行われ、計5試合の通算成績は堀口1勝、笹崎2勝、引き分けが2試合であった。